# رولت روسی (فیلم ۲۰۱۲)
رولت روسی یک فیلم تلویزیونی چند قسمتی ساخته آلمان و اتریش است که در سال ۲۰۱۲ توسط آ.ار.د پخش شد.

## داستان
یک روزنامه نگار آلمانی با نام کاترینا واگنر برای بازدید از قبر همسرش به همراه پسر ۸ ساله خود نیکولای به سن پترزبورگ در روسیه سفر می کند. او پسرش را وقتی سوار مترو می شود گم می کند و به دنبال او می گردد. فروشنده قراضه لهستانی آدام مارکوفسکی وقتی کاترینا در خطر است همیشه در محل حضور دارد و کنار او می ایستد. فقط با کمک او می تواند پسرش را نجات دهد.

## پیوندهای وب
- لطفاً از یک الگوی IMDb مشخص‌تر استفاده کنید. برای الگوهای در دسترس، توضیحات را ببینید.

- Russisch Roulette
- انتقاد در http://www.tittelbach.tv/programm/mehrteiler/artikel-1751.html
- Russisch Roulette